# International Association for the Legal Protection of Workers
International Association for the Legal Protection of Workers var en internationell organisation för grundad i Basel i september 1901. Den utgjorde en föregångare till Internationella arbetsorganisationen.
Under industrialiseringen på 1800-talet växte en arbetarrörelse fram jämsides med exploateringen av arbetare under industrialiseringen. Tanken fanns att ena arbetarrörelsen från olika länder för att tillsammans verka för gemensamma mål. Den första internationella konferensen hölls i Berlin i mars 1890. Två hölls under år 1897, i Zürich respektive Bryssel. Idén att bilda en fast organisation uppkom, och planerna för en sådan togs upp och utarbetades under konferensen i Paris 1900.
Organisationen bildades formell under konferensen i Basel i september 1901, med Tyskland, Österrike, Belgien, Frankrike, Italien, Nederländerna och Schweiz som signaturländer. Syftet var att verka för att i samarbete mellan arbetare i industrialiserade länder verka för införandet och efterlevnaden av arbetsskydd. Organisationen var privat men fick stöd och i vissa fall även bidrag från vissa länders regeringar.